# Anacoco
Anacoco és una població dels Estats Units a l'estat de Louisiana. Segons el cens del 2000 tenia 886 habitants.

## Demografia
Segons el cens del 2000, Anacoco tenia 866 habitants, 346 habitatges, i 255 famílies. La densitat de població era de 108,2 habitants/km².
Dels 346 habitatges en un 34,4% hi vivien nens de menys de 18 anys, en un 63% hi vivien parelles casades, en un 8,7% dones solteres, i en un 26,3% no eren unitats familiars. En el 25,1% dels habitatges hi vivien persones soles el 13% de les quals corresponia a persones de 65 anys o més que vivien soles. El nombre mitjà de persones vivint en cada habitatge era de 2,5 i el nombre mitjà de persones que vivien en cada família era de 2,97.
Per edats la població es repartia de la següent manera: un 26,9% tenia menys de 18 anys, un 6% entre 18 i 24, un 26,9% entre 25 i 44, un 25,8% de 45 a 60 i un 14,4% 65 anys o més.
L'edat mediana era de 38 anys. Per cada 100 dones de 18 o més anys hi havia 87,8 homes.
La renda mediana per habitatge era de 37.303 $ i la renda mediana per família de 41.875 $. Els homes tenien una renda mediana de 37.500 $ mentre que les dones 23.125 $. La renda per capita de la població era de 15.300 $. Entorn del 9,2% de les famílies i el 12,3% de la població estaven per davall del llindar de pobresa.

## Poblacions més properes
El següent diagrama mostra les poblacions més properes.